# Vera Komissarjevskaïa
Vera Fiodorovna Komissarjevskaïa (en russe : Вера Фëдоровна Комиссаржевская), née le 27 octobre (8 novembre selon le calendrier grégorien) 1864 à Saint-Pétersbourg et morte le 10 février (23 février selon le calendrier grégorien) 1910 lors d'une tournée à Tachkent, est une comédienne et tragédienne russe.

## Biographie
Vera Komissarjevskaïa est la fille du ténor russe Fiodor Petrovitch Komissarjevski (1838-1905), renommé à Saint-Pétersbourg, qui deviendra professeur au conservatoire de Moscou, ami de Constantin Stanislavski et admiré par Tchaïkovski.
Vera Komissarjevskaïa débute sur la scène de l'Assemblée Maritime de l'Équipage de la Flotte à Saint-Pétersbourg, en 1891, dans le rôle de Zina dans Lettres brûlantes de Piotr Gniéditch. Par la suite, elle participe aux œuvres mises en scène par Stanislavski, l'ami de son père, à la Société d'Art et de Littérature de Moscou. Elle est remarquée par Sinielnikov et part en tournée à Novotcherkassk, où elle joue des ingénues, mais aussi des pièces dans le style vaudeville. Elle est alors une comédienne qui n'hésite pas à chanter, et à jouer dans de courtes pièces, parfois d'un acte, drôles et légères.
Elle joue à Wilno entre 1894 et 1896, interprétant plus de soixante rôles, notamment dans des pièces de Sudermann, Ostrovski, Schiller, Griboïedov, etc.
Elle joue avec toujours plus de succès à Moscou, notamment au Théâtre d'art, et crée le rôle de Nina dans La Mouette de Tchekhov au théâtre Alexandrinski (ou Alexandra) de Saint-Pétersbourg. La mouette sera choisie comme symbole du théâtre d'Art de Moscou et le demeure aujourd'hui.
Vera Komissarjevskaïa avait des sympathies pour les mouvements social-démocrate et social-révolutionnaire à qui elle versait des dons, surtout après la révolution de 1905. Elle mourut de la variole lors d'une tournée en Asie moyenne à Tachkent. 

## Galerie

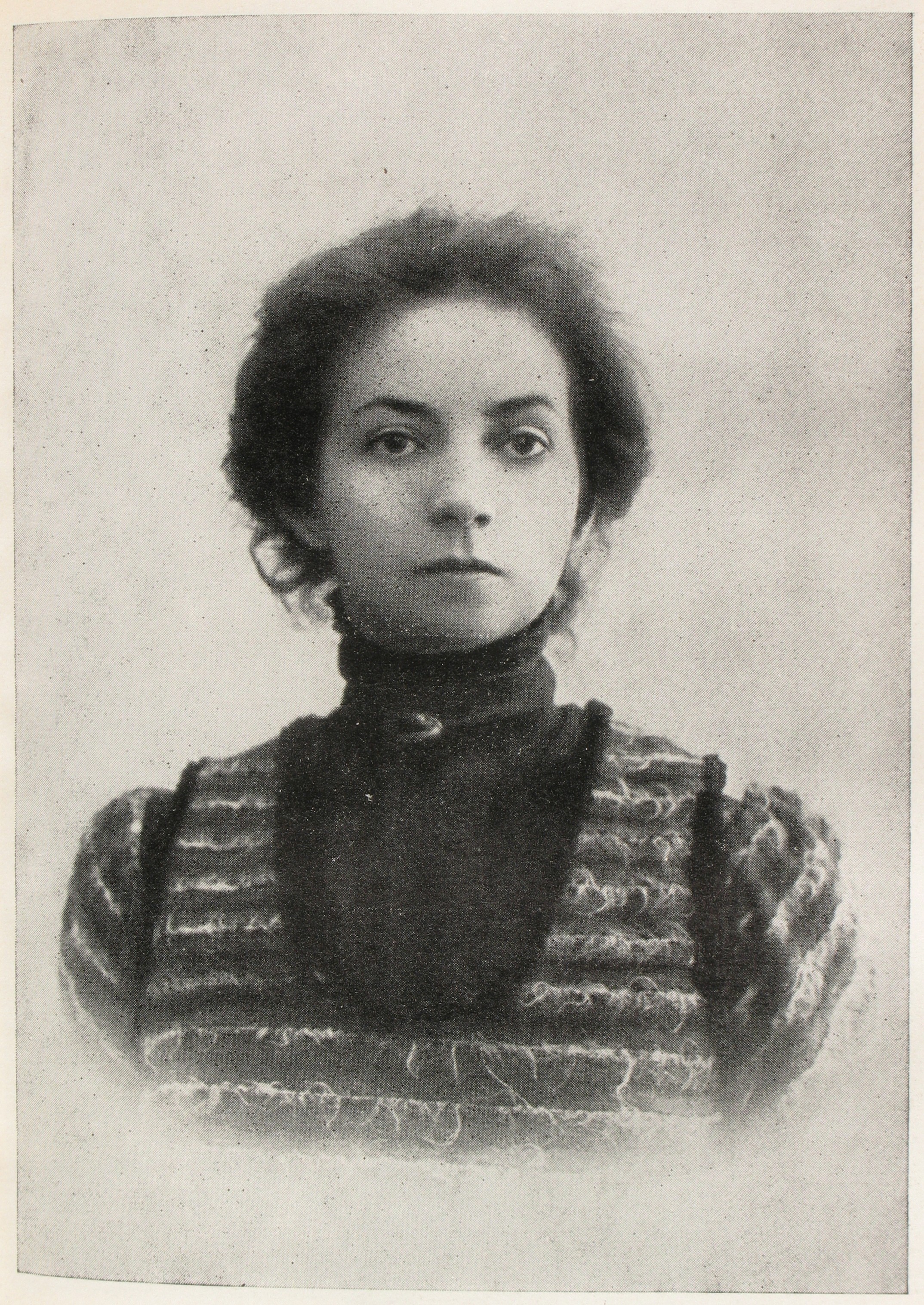
Entre 1900 et 1907
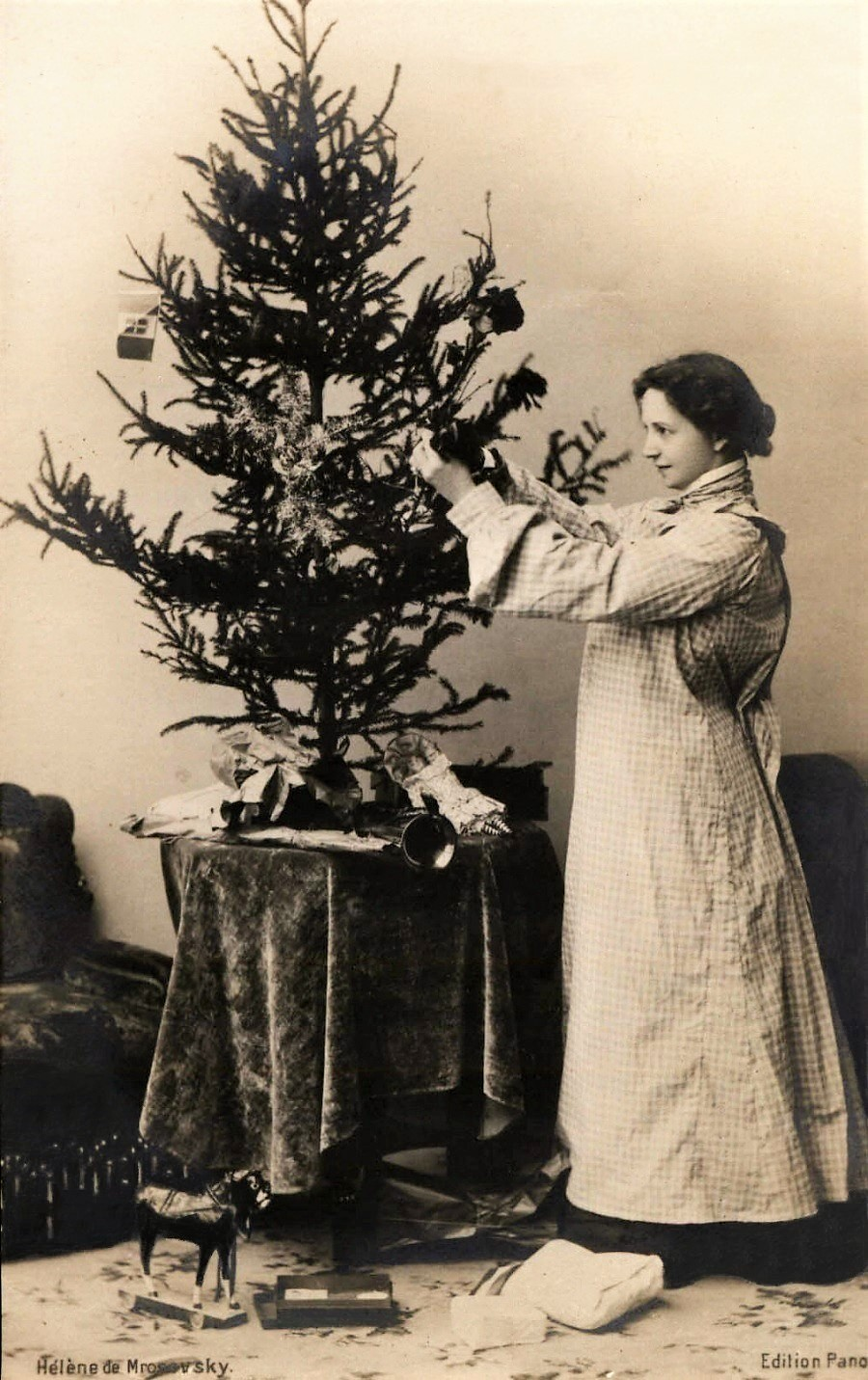
Vera Komissarjevskaïa en 1904 dans Une maison de poupée
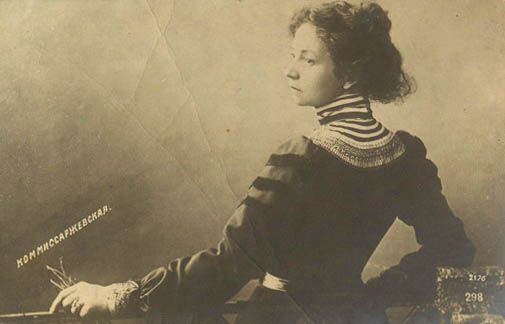
Avant 1910
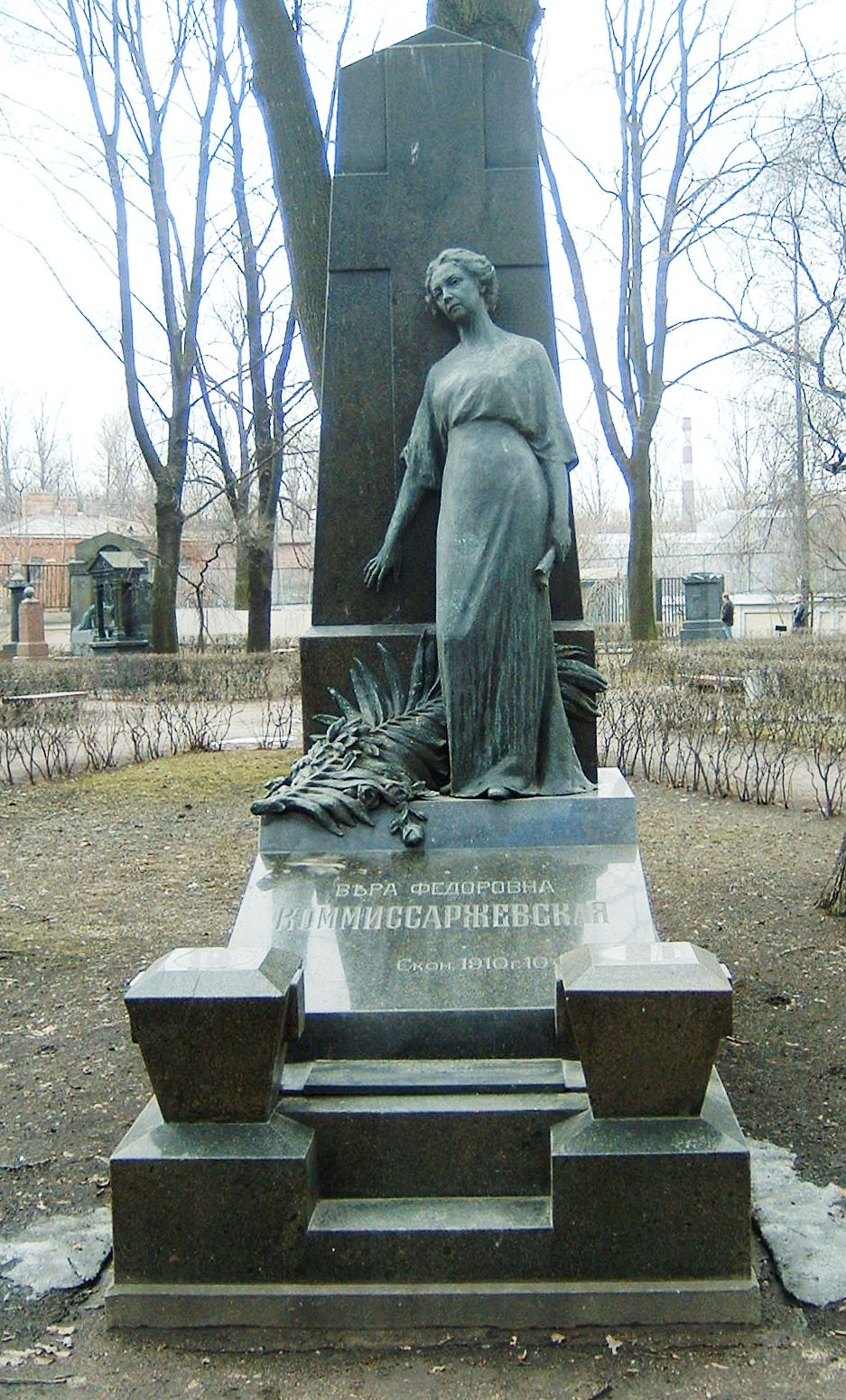
Tombe au cimetière Tikhvine à Saint-Pétersbourg